# リム・シン1世
リム・シン1世（Rim Sin I）は、ラルサ王朝の最後の王。この時代のメソポタミアの王の多くと同じく、彼もアムル系の称号を持っている（アムルの父）しかし、彼の父の出自はエラム系であり、どのような経緯でアムルの父を称するようになったのかは議論のあるところである。優れた王であり、60年余りにもわたって君臨し南部メソポタミアを支配したが、バビロンの王ハンムラビと戦って破れ王国は滅亡した。

## 来歴

### 領土拡大
クドゥル・マブクの息子として生まれ、兄のワラド・シンの跡を継いでラルサ王となった。その即位時には、まだ父クドゥル・マブクは存命であり、彼が実質的な支配者としてラルサを支配した。紀元前1815年頃、クドゥル・マブクが死去したことによって、単独の支配者として君臨する事になる。彼は単独統治を始めて間もなく、バビロンの王シン・ムバリトを破って国境を北に押し上げ、またウルク市を併合してペルシア湾岸地帯を制圧した。これによってラルサは紀元前18世紀に入るまでに、南部メソポタミアにおいて最大の国家となった。彼がその生涯最大の勝利として記録しているのが紀元前1794年のイシン王ダミク・イリシュに対する勝利である。100年以上にわたり、メソポタミアの覇権を巡って争ったイシンを完全に併合することに成功した事は、快挙として受け止められ、リム・シン1世にとって最大の栄光となった。

### バビロンとの戦争
リム・シン1世の治下で拡大を続けたラルサ王国だったが、バビロンでハンムラビが即位すると防勢に回るようになった。ハンムラビは、北部メソポタミアで最強の勢力を誇ったアッシリアのシャムシ・アダド1世の支持を得て基盤を固め、南方に領土拡大を図った。紀元前1785年の戦いで、イシン市、ウル市、ウルク市はハンムラビによって攻略され、ラルサはこれらへの支配権を失った。
紀元前1781年にアッシリア王シャムシ・アダド1世が死ぬと、アッシリアは瞬く間に弱体化し、マリ王国の復活やエシュヌンナの拡大などを経て、メソポタミアには「十分強力な王はいない」状態となった（マリの有力者による演説）。
ハンムラビは、マリ王ジムリ・リムとの同盟関係を通じて兵力を手に入れ、エシュヌンナやアッシリアなど周辺国との戦いに勝利し、ラルサへも圧迫を加えていた。リム・シン1世はハンムラビに対して同盟の申し入れを行ったが、ハンムラビはこれに対し明確な回答を返さなかった。
紀元前1763年、ラルサ市はバビロン軍の攻撃を受けて陥落した。この時の戦いがどのようにして始まり、どのような経過を辿ってバビロンが勝利したのかは分かっていない。
独立国としてのラルサの歴史はこれによって終焉したが、ハンムラビ王はラルサ市を南部メソポタミア支配の拠点として更に拡大したため、ラルサ市自体はその後もしばらくの間、繁栄を続けた。

## 農業政策
リム・シン1世治世下では活発な運河の建設と農地の新規拡大が行われたことが知られている。これはシュメール時代以来の灌漑農業の結果、既存の農地の塩類集積が進行して塩害が拡大しており、農業生産性が低下していたことに対応したものと考えられる。彼の農業政策は彼を打倒したハンムラビの治世にも受け継がれることになった。

## ギャラリー

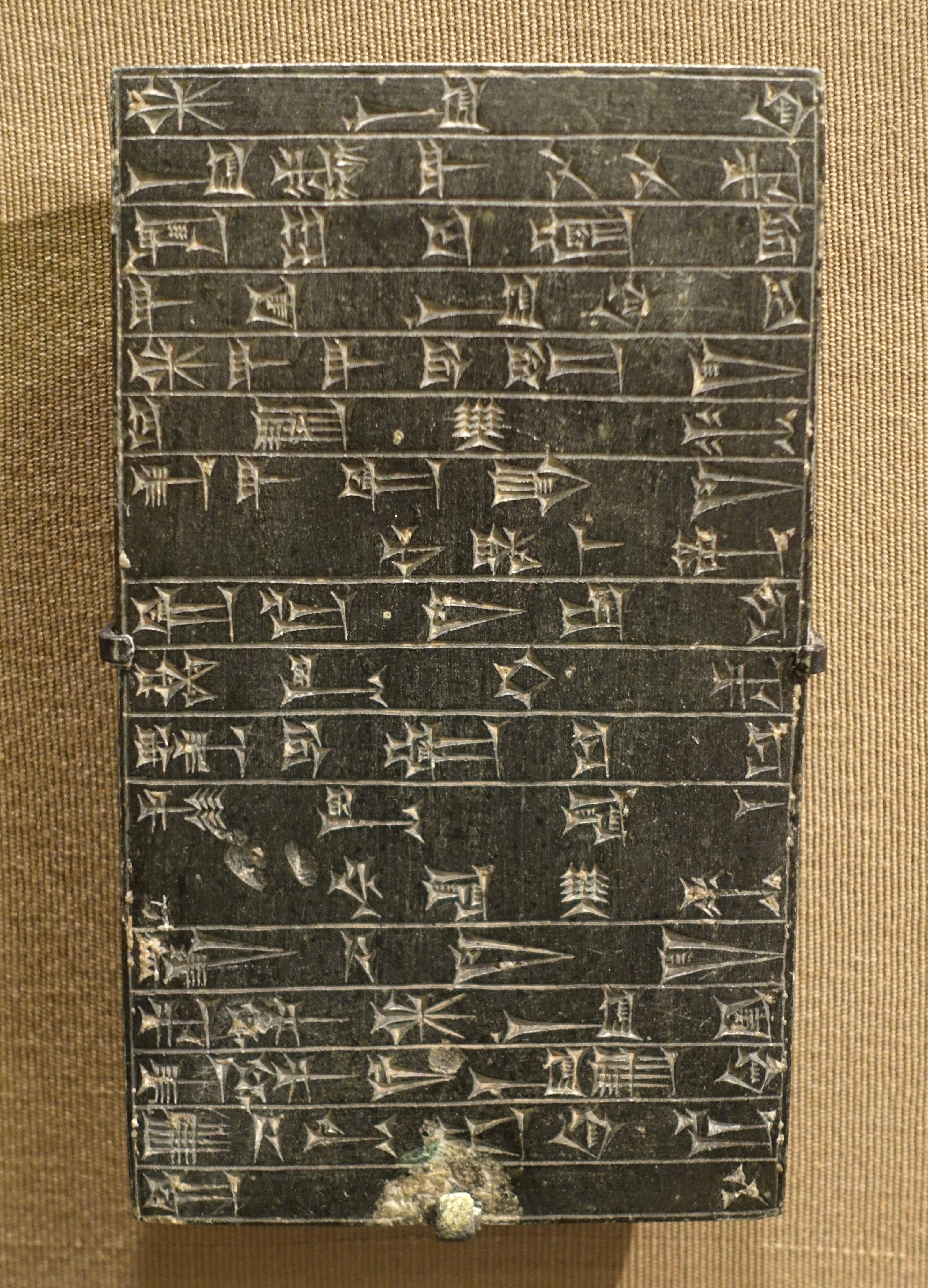
リム・シン1世の礎石版 紀元前1822年～1763年 （シカゴ大学東洋研究所博物館）
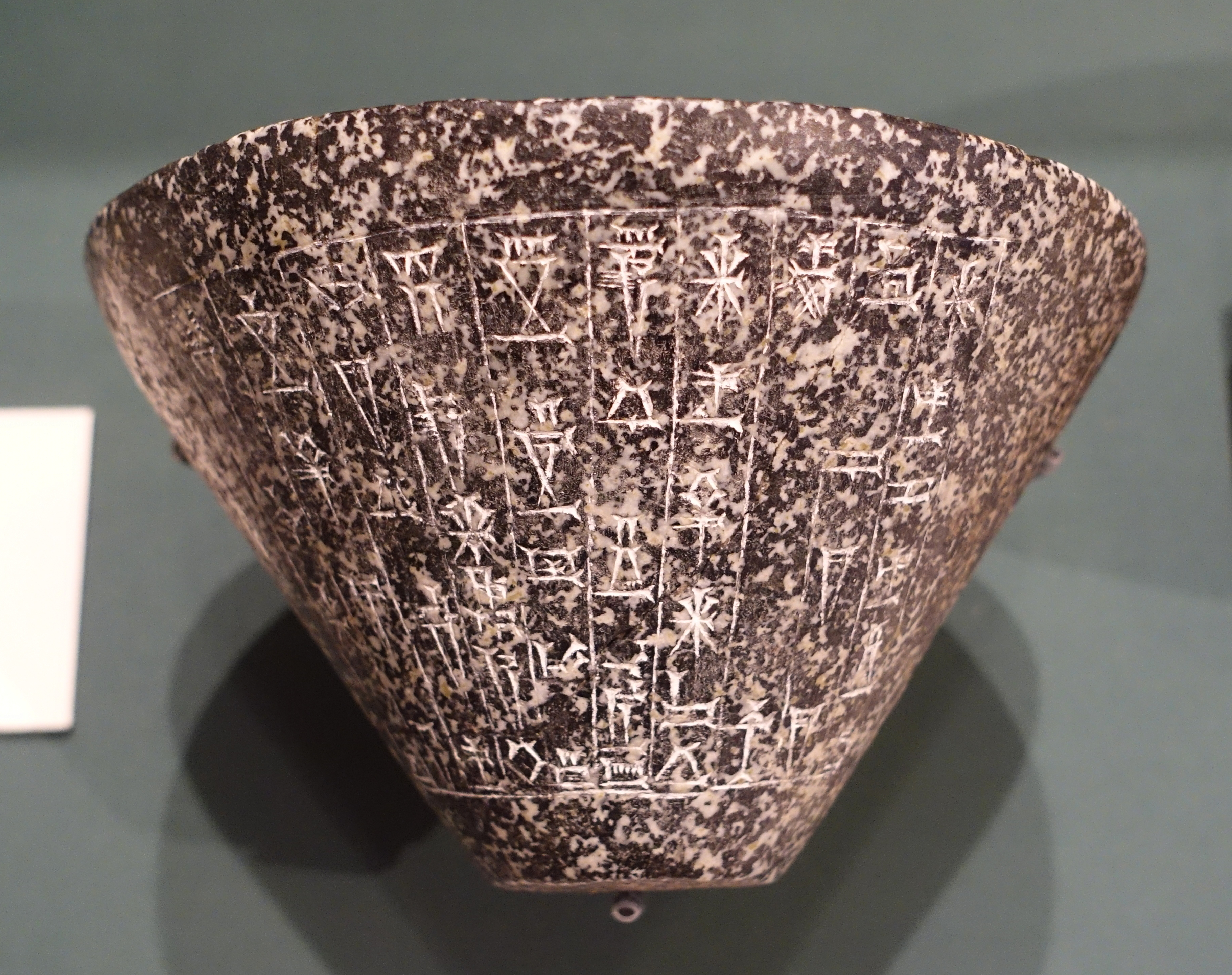
リム・シン1世の名でザバラ（英語版）のイナンナに捧げられた石器 紀元前1822年～1763年 （シカゴ大学東洋研究所博物館）
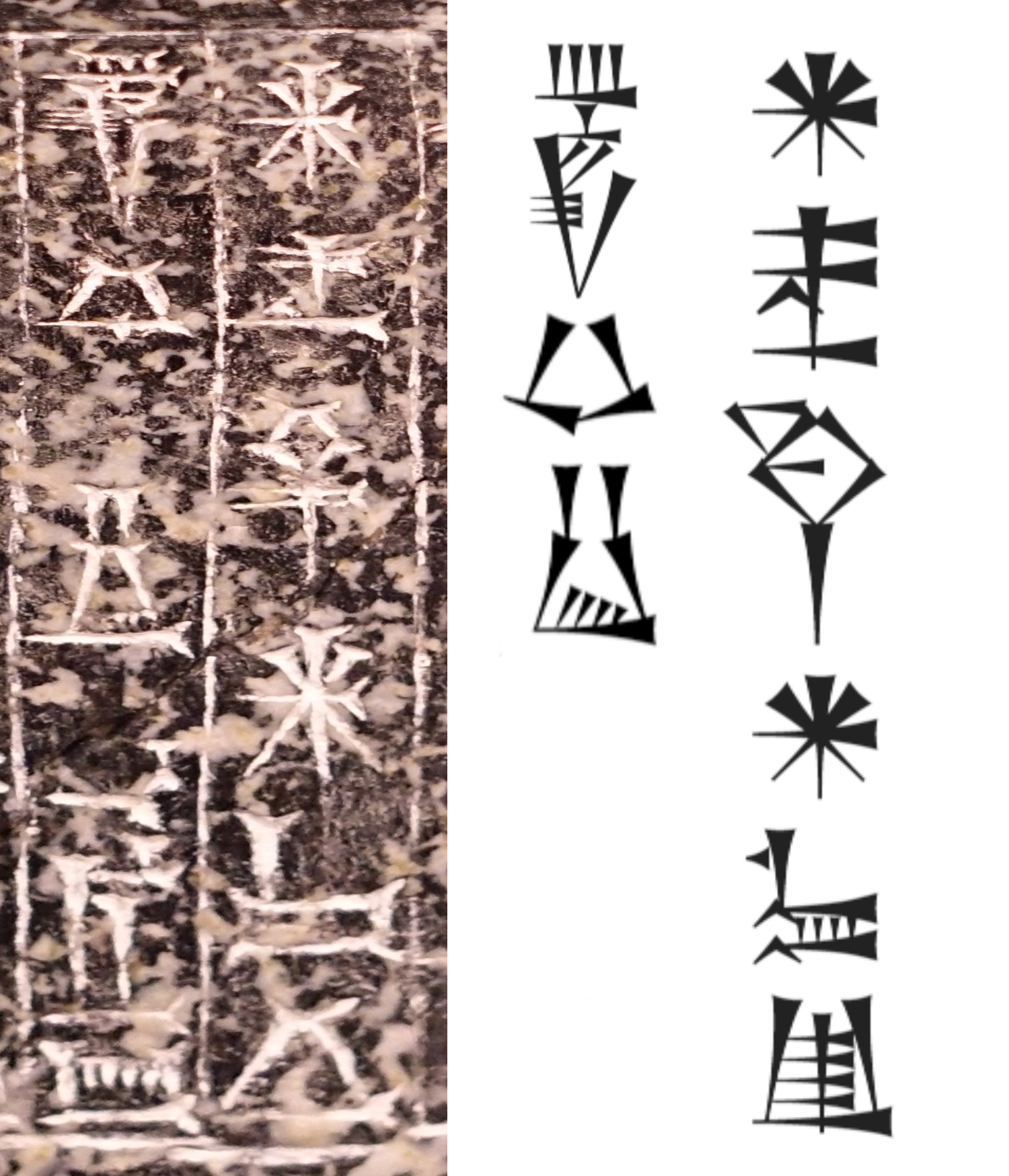
「ラルサの王リム・シン」𒀭𒊑𒅎𒀭𒂗𒍪 Rim-Sin 𒈗 King of 𒌓𒀕 Larsa
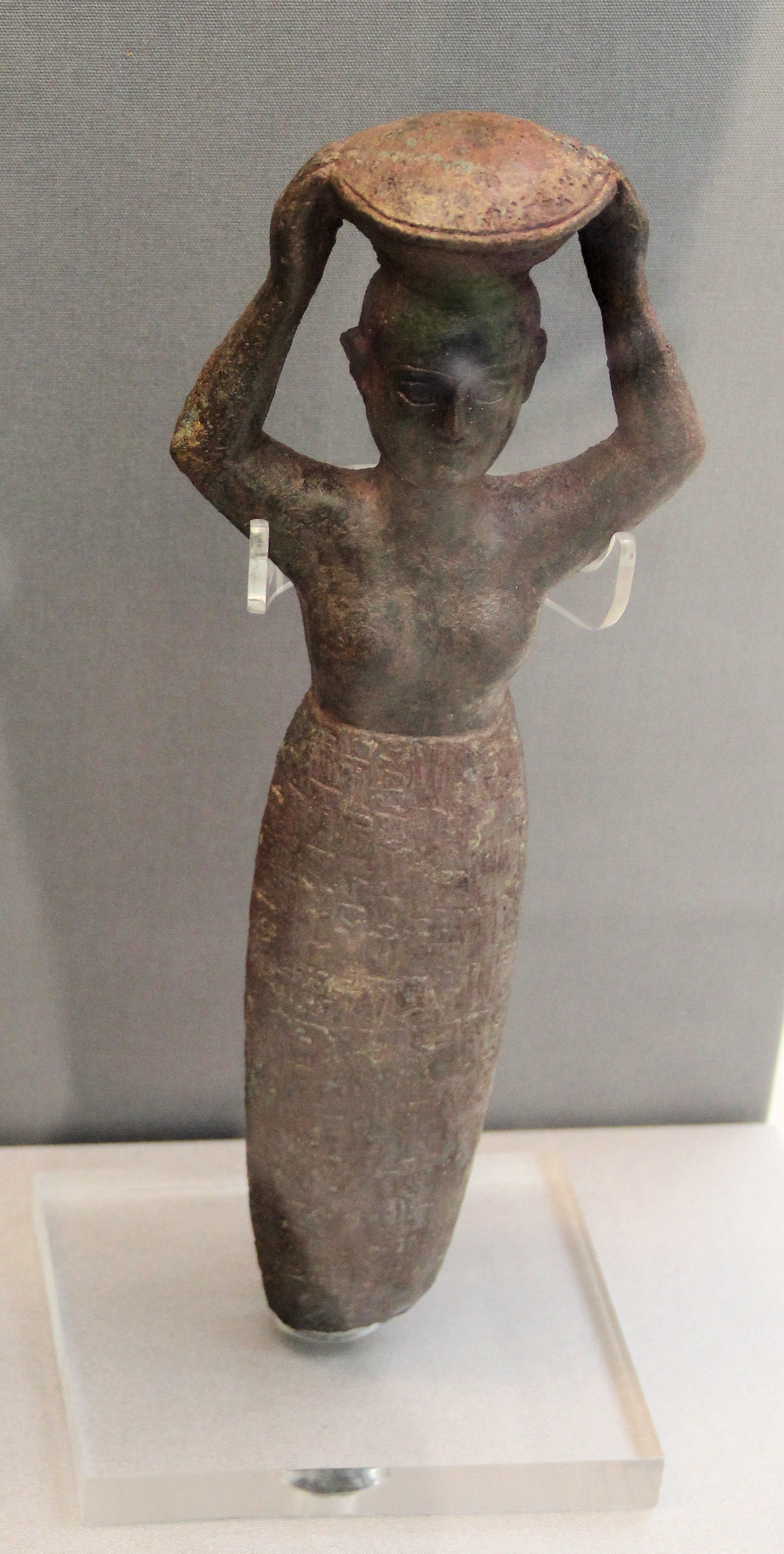
ナナヤ（英語版）のためのリム・シン1世の土台の置物 （大英博物館）
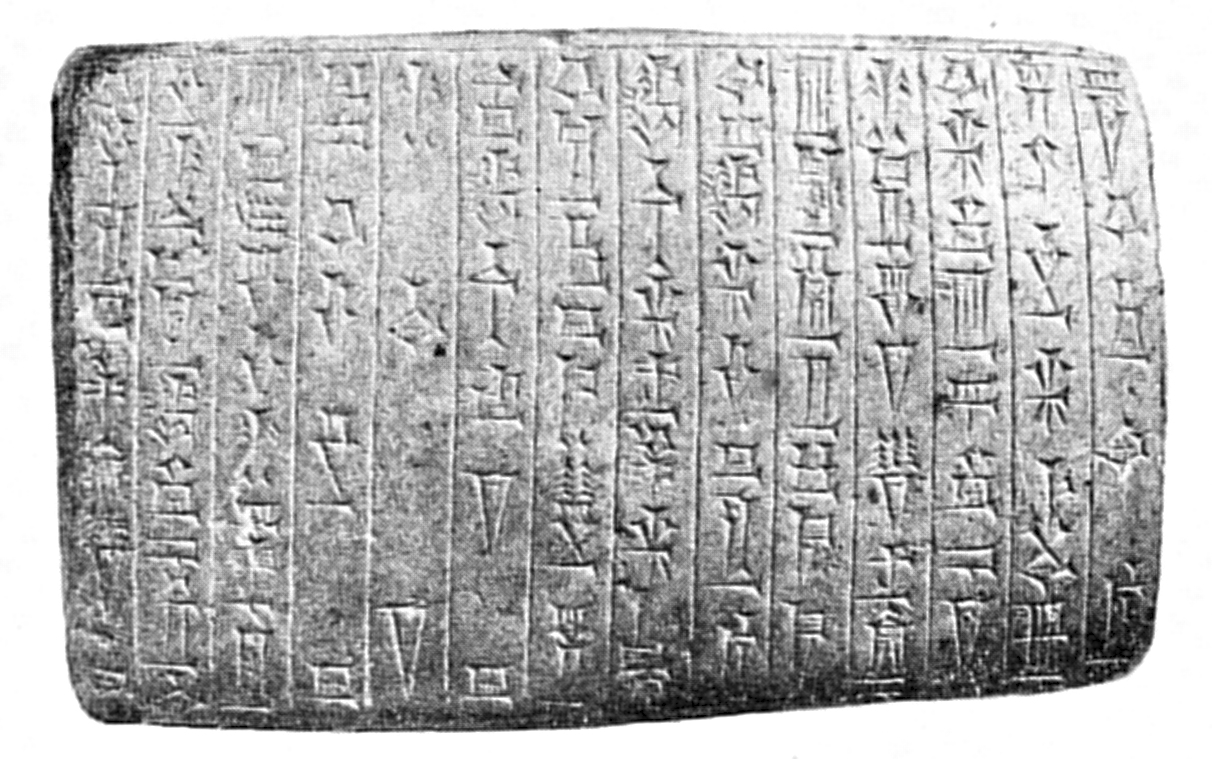
ラルサのリム・シン1世の奉納石版